# 정읍교도소
정읍교도소는 대한민국의 교도소이다. 전라북도 정읍시 소성면 저동길 45에 위치하고 있다.